# Dyscia austauti
Dyscia austauti är en fjärilsart som beskrevs av Charles Oberthür 1923. Dyscia austauti ingår i släktet Dyscia och familjen mätare. Inga underarter finns listade i Catalogue of Life.